# 윤지민
윤지민(본명: 윤지민, 1977년 10월 23일 ~ )은 대한민국의 모델, 배우다.

## 학력
- 일곡초등학교 (졸업)
- 일곡중학교 (졸업)
- 광주공업고등학교 (졸업)
- 연세대학교 연극영화과 (졸업)

## 연기 활동

### 드라마
- 1997년 KBS1·KBS2 청소년드라마 《신세대 보고 - 어른들은 몰라요》
- 1998년 MBC 일일시트콤 《남자 셋 여자 셋》
- 1999년 SBS 일요드라마 《카이스트》
- 1999년 SBS 청춘시트콤 《행진》
- 2006년 SBS 드라마스페셜 《무적의 낙하산 요원》 ... 앨리스 진 역
- 2007년 MBC 월화드라마 《히트》 ... 정인희 역
- 2007년 MBC 에브리원 개국특집 드라마 《연애의 발견》 ... 김윤서 역
- 2008년 KBS 드라마 코믹액션활극 《복권 3인조》 ... 백혜미 역
- 2009년 SBS 일일드라마 《두 아내》 ... 오혜란 역
- 2010년 KBS2 수목드라마 《추노》 ... 윤지 역
- 2010년 SBS Plus 토요드라마 《키스 앤 더 시티》 ... 윤지민 역
- 2011년 SBS 월화드라마 《파라다이스 목장》 ... 지밀혜 역
- 2011년 SBS 월화드라마 《무사 백동수》 ... 지(가옥) 역
- 2012년 JTBC 월화드라마 《신드롬》 ... 김이준 역
- 2012년 KBS2 일일시트콤 《선녀가 필요해》 ... 마태희 / 마추자 역
- 2012년 SBS 아침연속극 《너라서 좋아》 ... 양수빈 / 양수지 역
- 2013년 SBS 주말극장 《원더풀 마마》 ... 한세아 역
- 2013년 JTBC 월화드라마 《네 이웃의 아내》 ... 김지영 역
- 2014년 JTBC 일일연속극 《귀부인》 ... 유화영 역
- 2016년 MBC 월화드라마 《캐리어를 끄는 여자》 ... 조예령 역
- 2017년 OCN 주말드라마 《보이스》 ... 장규아 역
- 2017년 웹드라마 《나의 아름다운 신분세탁소》 ... 페이 역
- 2017년 SBS 월화드라마 《의문의 일승》 ... 홍마담 역. 오동복집 사장 (특별출연)
- 2017년 웹드라마 《희망소생사 고용씨》 ... 근로감독관 역
- 2018년 MBC 월화드라마 《검법남녀》 ... 이혜성 역 (특별출연)
- 2019년 TV CHOSUN 주말드라마 《조선생존기》 ... 정난정 역
- 2019년 tvn 주말드라마 《사랑의 불시착》 ... 고상아 역
- 2022년 seezn 오리지널 《소년비행》 ... 박인선 역
- 2022년 seezn 오리지널 《소년비행2》 ... 박인선 역
- 2025년 TVING 드라마 《원경: 단오의 인연》 ... 신덕왕후 역 (특별출연)

### 영화
- 2002년 《마법의 성》 ... 마돈나 역
- 2003년 《남남북녀》 ... 미스 김 역
- 2006년 《모노폴리》 ... 앨리 역
- 2007년 《내 생애 최악의 남자》 ... 미연 역
- 2010년 《무법자》 ... 이경진 역
- 2011년 《사랑이 무서워》 ... 경아 역
- 2011년 《오싹한 연애》 ... 선우 역
- 2024년 《여름이 끝날 무렵의 라트라비아타》[1] ... 리나 역

### 뮤직 비디오
- 2004년 비 - It's Raining
- 2006년 리사 - With You, 헤어져야 사랑을 알죠
- 2006년 가비엔제이 - 그녀가 울고 있네요, 반대편에 서서
- 2007년 리사 - 시작보다 끝이 아름다운 사랑
- 2007년 민경훈 - 슬픈 바보
- 2008년 민경훈 - 오늘만 울자
- 2008년 티지어스 - I believe in
- 2008년 민경훈 - 하루
- 2009년 KCM - 멀리있기
- 2010년 MC몽 - 죽을 만큼 아파서

### 연극
- 2011년 《청혼》

## 방송
- 2022년 《우리들의 차차차》
- 2017년 《사돈끼리》
- 2011년 《여배우 하우스 시즌2》
- 2011년 《여배우 하우스 시즌1》
- 2010년 《tvN 재밌는 TV 롤러코스터》
- 2009년 《리얼스토리 묘》 MC

## 광고
- 매일유업 카페라떼
- 쌍용정유
- 부광약품 아락실
- 니베아로션
- SK주유소
- 삼성전자 지펠
- KB카드
- LG생활건강 리엔
- 위닉스 공기청정기
- 카스맥주 카스큐팩
- OB맥주 카스
- 아모레퍼시픽 아이오페
- 남양유업 몸이 가벼워지는 시간 17차
- LG패션 TNGT

## 홍보대사
- 2009년 대한민국 뷰티디자인엑스포 홍보대사
- 2011년 3D 한국국제영화제 광주 홍보대사

## 수상 및 후보
| 연도 | 시상식       | 부문                         | 작품               | 결과 |
| ---- | ------------ | ---------------------------- | ------------------ | ---- |
| 2006 | SBS 연기대상 | 뉴스타상                     | 무적의 낙하산 요원 | 수상 |
| 2011 | SBS 연기대상 | 특별기획부문 여자 특별연기상 | 무사 백동수        | 후보 |